# Trophée Guy Carbonneau
Die Trophée Guy Carbonneau (engl. Guy Cabonneau Trophy) ist eine Eishockey-Trophäe in der Québec Major Junior Hockey League. Sie wird seit 2005 jährlich an den besten defensiven Angreifer der Liga vergeben. Hierbei werden gewonnene Bullys, Plus/Minus-Wertung, Torchancen und die Rolle im Team mit herangezogen. Die Trophäe wurde nach Guy Carbonneau benannt, der als Spieler in der National Hockey League mit den Montréal Canadiens und den Dallas Stars den Stanley Cup gewann.

## Gewinner
| Jahr | Spieler                  | Team                                |
| ---- | ------------------------ | ----------------------------------- |
| 2025 | Matyáš Melovský          | Baie-Comeau Drakkar                 |
| 2024 | Félix Gagnon             | Baie-Comeau Drakkar                 |
| 2023 | Nathan Gaucher           | Remparts de Québec                  |
| 2022 | Jacob Gaucher            | Baie-Comeau Drakkar                 |
| 2021 | Dawson Mercer            | Chicoutimi Saguenéens               |
| 2020 | Benoit-Olivier Groulx    | Halifax Mooseheads Moncton Wildcats |
| 2019 | Félix Lauzon             | Voltigeurs de Drummondville         |
| 2018 | Samuel Dove-McFalls      | Océanic de Rimouski                 |
| 2017 | Nicolas Roy              | Saguenéens de Chicoutimi            |
| 2016 | Shawn Ouellette-St-Amant | Foreurs de Val-d’Or                 |
| 2015 | Frédérik Gauthier        | Océanic de Rimouski                 |
| 2014 | Félix Girard             | Drakkar de Baie-Comeau              |
| 2013 | Félix Girard             | Drakkar de Baie-Comeau              |
| 2012 | Frédérick Roy            | Remparts de Québec                  |
| 2011 | Phillip Danault          | Tigres de Victoriaville             |
| 2010 | Gabriel Dumont           | Voltigeurs de Drummondville         |
| 2009 | Jean-Philip Chabot       | Olympiques de Gatineau              |
| 2008 | Olivier Fortier          | Océanic de Rimouski                 |
| 2007 | Marc-André Cliche        | Lewiston MAINEiacs                  |
| 2006 | David Brine              | Halifax Mooseheads                  |
| 2005 | Simon Courcelles         | Remparts de Québec                  |